# Washoe Tribe of Nevada and California
De Washoe Tribe of Nevada and California is een federaal erkende stam van Washo-indianen in de Amerikaanse staten Nevada en Californië. De stam verenigt Washo-gemeenschappen ten zuiden en ten oosten van Lake Tahoe. De stam bezit in totaal meer dan 26.000 hectare land. De hoofdzetel bevindt zich in Gardnerville. In de jaren 1990 telde de Washoe Tribe zo'n 1110 leden.
Sommige Washo zijn aangesloten niet aangesloten bij deze stam, maar bij andere groeperingen. Zo zijn er Washo lid van de Susanville Indian Rancheria in Lassen County en van de Reno-Sparks Indian Colony in Reno.

## Gemeenschappen
- Carson Colony in Carson City (Nevada)
- Dresslerville Colony in Gardnerville (Douglas County, Nevada)
- Stewart Community in Carson City (Nevada)
- Washoe Ranch in de Carson Valley (Douglas County, Nevada)
- Woodfords Community in Woodfords (Alpine County, Californië)